# Miquel i Costas & Miquel
Miquel i Costas & Miquel és un grup d'empreses amb seu a Barcelona que produeixen paper de fumar i papers especials per a altres indústries. Una de les seves marques més conegudes és Smoking. Té fàbriques a Barcelona, la Pobla de Claramunt, Capellades, Tortosa, Mislata i Vila-real i l'Argentina, així com societats comercials a Xile i Alemanya.

## Història
El 1725, la família Miquel començà a fabricar paper a mà. El 1879, els germans Llorenç i Antoni Miquel i Costas fundaren la societat Miquel i Costas, que el 1901 passà a denominar-se Miquel i Costas & Miquel. El 1929, la companyia es transformà en societat anònima, i el 1978 va començar a cotitzar a la borsa.